# 盘江股份
貴州盤江精煤股份有限公司（英語：Guizhou Panjiang Refined Coal Company Limited）是中华人民共和国贵州省六盘水市的一家大型国有企业，於1999年由盤江煤電集團作為主要設立，現時為贵州盘江投资控股（集团）有限公司旗下，並於2001年4月9日上海證券交易所上市。
其主要業務煤礦、混煤（动力煤）業，除此之外，還經營营运、发电、安装、矿建、机械加工及维修、仪器仪表、质检化验。
現時董事長為張仕和。地區包括火铺矿、老屋基矿、老屋基选煤厂、盘北选煤厂、老屋基矸石电厂和火铺矸石电厂等各項礦產區，而曾經有月亮園礦區也因為環境問題而終止業務。
總部位於贵州省六盘水市红果经济开发区（邮政编码：553536）。

## 历史沿革
- 1966年，盘江矿务局建立。
- 1997年7月盘江矿务局改制为盘江煤电集团公司。
- 2009年3月，盘江煤电集团公司进行资产重组，煤炭主业整体上市，资产全部注入“盘江股份”

## 外部連結
- 貴州盤江精煤股份有限公司